# Ashluslay
Ashluslay (Axluslay, Chulupi, Chulupie, Chulupe, Nivaclé). -Pleme američkih Indijanaca nastanjeno u paragvajskom i susjednom dijelu argentinskog Chaca u Južnoj Americi. Pleme jezično pripada grupi Matacan (porodica Mataco-Macan) i služe se šumskim (forest chulupi) i riječnim (river chulupi) dijalektima.
Ashluslayi kulturno pripadaju krugu Chaco plemena čije je glavno zanimanje bilo sakupljanje plodova algarrobe (  Arhivirana inačica izvorne stranice od 18. studenoga 2005. (Wayback Machine)) od kojega Chaco-Indijanci dobivaju hranu i pivo. Sazrijevanjem plodova algarrobe pokreću se sva Chaco-plemena. Plodovi se se sakupljaju privlačenjem grana rašljastim štapovima, kasnije se peku u posebnim pećima, i od njih se onda priređuju nepokvarljivo brašno, pahuljice i 'kolači'. Ovako konzervirana hrana Indijancima je mogla dugo potrajati, a danas se njezinom eksploatacijom bave i bijeli stanovnici država u području Chaca. Med je bio još jedan važan prirodni proizvod koji su Ashluslayi sakupljali. Nordenskiöld koji je dugo živio na Chacu navodi, kako su Ashluslayi da bi imali više sreće u sakupljanju ove poslastice, raskrvarili sebe iznad očiju. 
Ashluslayi su i jedno od plemena u Južnoj Americi koje je poput svojih sjevernoameričkih rođaka, skidalo skalpove, ovaj običaj poznavali su i stari Skiti. Ratnici Ashluslaya skinute skalpove neprijatelja razapinjali su na posebne okvire i sušili na dimu. Ove skalpove, kao znak časti nisu nosili, nego su ga pokazivali nošenjem određenog broja crvenog ptičjeg perja. U Sjevernoj Americi bio je običaj da se crvenom točkom na orlovom perju označi da je nosilac nekog ubio. 
Danas Ashluslaya živi 19.000 u Paragvaju i oko 200 na području Argentine. 

## Vanjske poveznice
- Foto galerija